# Các phần mở rộng song song (Lập trình)

Ngăn xếp .NET Framework

Phần mở rộng song song là tên phát triển cho việc quản lý mã nguồn lập trình đồng thời thư viện được xây dựng bởi sự cộng tác giữa phòng Nghiên cứu Microsoft và nhóm Ngôn ngữ chung thời gian thực tại Microsoft.
Thư viện được phát hành ở phiên bản.Net Framework 4.0  Thư viện gồm 2 phần:  LINQ song song (PLINQ) and  Thư viện nhiệm vụ song song  (TPL). Nó chứa tập các cấu trúc dữ liệu kết hợp (CDS)  – là tập dữ liệu có cấu trúc dùng trong việc đồng bộ và kết hợp các nhiệm vụ thực thi hiện hành.

## LINQ song song
LINQ song song (PLINQ) là một phần thực thi cho ngôn ngữ truy vấn tích hợp (LINQ), thực hiện các truy vấn trên đối tượng song song (từ LINQ sang đối tượng) và dữ liệu XML (từ LINQ sang XML)
PLINQ có ý định mở ra việc khởi tạo các dự liệu tính song song bởi các truy vấn sử dụng. Bất kỳ tính toán trên các đối tượng được thực hiện bằng các truy vấn dữ liệu có thể được song song hóa bởi PLINQ. Tuy nhiên các đối tượng cần phải thực thi giao diện  IParallelEnumerable, được định nghĩa bởi chính PLINQ. Nó dùng bên trong TPL cho việc biên dịch.